# デュエルドリーム
デュエルドリーム（DUEL DREAM）は、コナミアミューズメントが開発したメダルゲーム。6ステーション製で、筐体上部には大型モニターが2台設置されている。大型モニターでは、バーチャルディーラー「コレット」が本物のディーラーのように実況してくれる。ジャパンアミューズメントエキスポ2020にて、スマッシュスタジアムと同時に出展。計5回のロケテストの後、4月14日に正式に稼働開始。及び公式サイトがオープンした。
e-AMUSEMENT PASSに対応。

## 概要
本ゲームは、先にも述べたように6ステーション制で、大型モニターが2台搭載されている。2台のモニターを囲むように3ステーションずつ配置されている。主なゲーム性は、ツナガロッタのようになっている。
(JAEPO2020及びロケテストでは)「デュエルビンゴ」、バトルシステムを搭載しない「ビンゴ」、「パズル」、「ポーカー」となっており(詳しいことは後述)、カジノを連想させる。またジャックポットにも種類があり、それについても後述する。
通常ゲーム、ジャックポット抽選共通でボールでの抽選を行う。抽選機構外側に吹き出し口があり、そこからボールを飛ばす。
チャンスエリアに入り、チャンスエリア内の穴に入ると、抽選が確定する。最低8球抽選。SPボールを獲得すると、2球追加される。(ボールを飛ばす抽選方式はセガのギンガーンのプラネットラッシュ抽選機を彷彿とさせる。)

## バーチャルディーラーについて
まずバーチャルディーラーとは、バーチャルYouTuberの技術を応用し、遠隔操作することで、さまざまなライブイベントなどに対応した、CPUでは出来ない実況をしてくれるというもの。
ディーラーキャラクターについては、今のところはコレットのみとなっている。
バーチャルYouTuberの詳しい内容については、バーチャルYouTuberを参照。

## 通常ゲーム
デュエルビンゴ
CPUのキャラクターとビンゴで成立ライン数を競う。ビンゴライン数が同じ場合はリーチの数が多い方が勝利となる。
ビンゴ
上記のデュエルビンゴとは違いバトルをしないモード。
パズル
盤面上の抽選された番号が描かれている色の玉が消え、この際、ぷよぷよ等の要領で消えた部分に上に控えている色玉が落ちてくる。この時、3個以上同色の玉が隣接した場合、さらにそれが消えることにより、連鎖が発生する。以後、条件を満たさなくなるまで連鎖が継続し、8連鎖以上でボーナスを獲得出来る。更に、各色に描かれた番号をゲーム中に全てHIT(例えば、ゲーム終了までに青色の1〜5番を全てHIT等)すると、色玉クリアとなり、色玉クリア後は、その色の玉がゲーム終了まで出現しなくなる。また、ボーナスを獲得出来なくても、☆付きの色玉が落ちてくることがあり、連鎖で消すことにより、☆を獲得することが出来る。☆付きの色玉は基本☆が1つしか描かれていないが、長い連鎖が発生する(3連鎖以上)などして、☆が2個以上描かれた色玉が出現(主に4連鎖以上達成時に出現)したりすることもある。☆はゲーム終了までに合計12個以上獲得出来れば配当獲得。
ポーカー
柄を揃えて役を作る点はポーカーと同じ。
当選した番号と番号の間にカードがあれば、ストック枠にストックし、役が出来れば配当獲得。仕様上、ゲーム終了までに盤面上の全カードを獲得することもある。また、「DIRECT WINパネル」もあり、これも挟んだ場合、ポーカー役の配当とは別にパネルに書かれている配当を獲得することができる。

## ジャックポットチャンス
ジャックポットチャンスに挑戦するには、後述の
ビンゴゲームに挑戦、若しくは、稀に通常ゲーム中に出現する虹チップ出現時、抽選終了までにSPボールを2球獲得(=ダイレクトJPC)する必要がある。
SUPERデュエルビンゴ
通常ゲームにて獲得できるチップを30枚集めることで挑戦できる。
ゲーム内容は通常デュエルビンゴと共通だが、CPUの敵キャラが各種KONAMI社製メダルゲーム機及びアーケードゲーム機等に登場するキャラクターになる。3連勝するとジャックポットチャンスに挑戦できる。
CPUの敵キャラの強さは☆1(☆の色が虹)<☆1(☆の色が通常)<☆2<☆3の順で強くなる。(プレイヤー側と同じく追加フリーを+1されるゲーム数が違う。)
又、SUPERデュエルビンゴ中は、プレイヤーは最低1つ、シンキングタイム中にフリーを置けるようになる。(必ずゲームスタート時に☆付きフリー番号HIT時に獲得出来るフリーが1つ追加されている為。)
ジャックポットチャンス
ジャックポットは2種類あり、SPボール3球で確定の通常ジャックポットと、SPボール4球以上で確定となる SPECIALジャックポットがある。(厳密にはSPボール3球獲得でJP確定。4球以上獲得で SPECIALJP扱い。4球目以降の獲得はJP値を獲得ごとに上乗せ。但し、SPボールは最大12球獲得まで有効。 SPECIALジャックポットのカラーボール配当を除くJP配当のみの最大値はベースとなるJP値の10倍。)
最低球数は10球で、SPボールを獲得すると2球追加される。最低枚数の他に各カラーボールを3球獲得すると、一定枚数が獲得可能。(各色4球目以降の獲得は規定配当が1球獲得ごとに獲得できる。)又、10球終了時点で配当が0だった場合に限り、裏ボーナスという救済措置が発動し、1回だけ5球追加される。

## ロケテスト
1回目2回目共通でロケテスト参加特典として、本機をプレー済みでSUPERデュエルビンゴを一度でも挑戦したe-AMUSEMENT PASSをアニマロッタ アニマと雲の大樹にて認証するとアニマロッタで使用可能な、星が獲得できる。
また、JACKPOTを獲得するごとにアニマロッタのアイテムが付与される。
1回目
JAEPO2020開催から1週間で、ロケテストが実施された。
JAEPO出展時と比べても変更点はない。
2回目
また、追加でロケテストが実施されているが、前回ロケテスト時と比べてゲーム内の盤面のデザインとステーションモニター上部および筐体上部の大型モニターに表示されるボールのデザインが一部変更された他、コレットの変更点が2つあり、
- コレットの喋りのバリエーションが増えた
- ベットタイム及びシンキングタイムのカウントダウンの発音が増えた[9]

3~4回目
前述の通り、大きな仕様変更が行われた。
変更点は、
- コレットの喋りのバリエーションが増えた
- ジャックポット抽選球数が12球になった
- ジャックポットが1種類になった
- ジャックポット抽選時、SPボールを3球獲得しないといけなくなった
- SPボール1球入賞毎に設定された枚数が加算される

ようになった。